# Юри Подладчиков
Юри Подладчиков (на руски: Юрий Юрьевич Подладчиков; на френски: Iouri Podladtchikov) е швейцарски и руски сноубордист, състезаващ се в дисциплината халфпайп. Той е олимпийски шампион в халфпайпа на зимните олимпийски игри в Сочи през 2014 година.
Състезава се професионално от 2000 година. Носи прякора IPod, който произлиза от първите букви на двете му имена. Израства в Давос, Швейцария и сменя гражданството си след участието си на олимпийските игри в Торино през 2006, където се класира 37-и.
Подладчиков има също златен и сребърен медал от световни първенства по сноуборд халфпайп (2013 и 2011).
Кара сноуборд в goofy позиция.